# Siedlce
Siedlce este un municipiu în Polonia. Are o populație de 77.047 locuitori (2005) și o suprafață de 32 km².